# Ходжа Назімуддін
Ходжа Назімуддін (урду خواجہ ناظم الدین; 19 липня 1894 — 22 жовтня 1964) — пакистанський державний діяч, 2-й прем'єр-міністр Пакистану (1951—1953).

## Життєпис

### Початок діяльності
Народився з кашмірської аристократичної заможної родини. Син Ходжи Нізамуддіна і Білкіс Бану (доньки Ходжи Ахсануллаха, наваба Дакки). Народився 1894 року. Ще дитиною вивчив фарсі, урду та бенгальську мови. Спочатку здобув освіту в гімназії Данстейбл в Англії. Закінчив Аліґархський мусульманський університет, здобув ступінь бакалавра соціології. Під час навчання успішно грав у великий теніс, представляв свій університет у студентських іграх. Був відправлений до Великої Британії, де закінчив Трініті-коледж Кембридзького університету, отримав ступінь магістра з англійської мови. Його навчання тут дозволило займатися юридичною практикою та стати адвокатом в КЕмбріджі. Наприкінці 1940-х років йому було надано ступінь доктора юридичних наук Дакського університету.
Після повернення до Британської Індії разом із братом Ходжою Шахбуддіном вступив до Всеіндійської мусульманської ліги. З 1922 по 1929 був головою муніципалітету в Даккі. У 1929—1934 роках — міністр освіти Бенгалії. У 1934 році він був посвячений у лицарі. 1935 року призначено міністром сільського господарства. Просував законопроєкт про сільськогосподарських боржників і законопроєкт про розвиток сільських районів Бенгалії, які звільнили бідних мусульманських землеробів від залежності з боку лихварів. У 1934—1937 роках — член Виконавчої ради віце-короля Британської Індії.
У 1937—1943 роках — міністр внутрішніх справ Бенгалії. Завдяки своїм консервативним поглядом позиції, він став близьким соратником президента Мусульманської ліги Мухаммед Алі Джинни, який призначив його членом виконавчого комітету Ліги. У 1940—1941 роках він відмежувався від коаліції, яку очолює прем'єр-міністр Фазл-уль-Хак з партії Крішак Праджа Парт, і вирішив стати лідером опозиції, очоливши кампанію проти прем'єра і зосередившись головним чином на питаннях бенгальського націоналізму.

### Голова Східного Пакистану
Після відставки Фазл-уль-Хака у квітні 1943 року стає головним міністром Бенгалії, перебував на цій посаді до 1945 року, коли йому було винесено вотум недовіри та він зіткнувся з поразкою в залі зборів (160 проти 97 голосів,) що завершило його прем'єрство.
У серпні 1947 року його було обрано лідером Мусульманської ліги Східної Бенгалии. Активно виступав проти Індійського національного конгресу і Об'єднаного бенгальського руху. Під час своєї каденції відіграв вирішальну роль у створенні окремої мусульманської держави Пакистану. При цьому активно опонував уряд Хусейна Шахіда Сухраварді.
У 1947—1948 роках — головний міністр Східного Пакистану. Керував «Рухом довіри», який зрештою проголосував за вступ до Федерації Пакистану та реорганізував уряд Східного Пакистану, делегувавши консервативних членів до його адміністрації. Водночас став президентом Пакистанської мусульманської ліги.

### Генерал-губернатор
Після смерті Мухаммада Алі Джинна у вересні 1948 року його було призначено генерал-губернатором Пакистану. Це було частиною домовленостей з Ліакат Алі Ханом, що став прем'єр-міністром. Будучи генерал-губернатором, Назімуддін створив прецедент невтручання в діяльність уряд, а також надав свою політичну підтримку Ліакват Алі Хану, що вважалося важливим для роботи відповідального уряду на той час.
Займав консервативні позиції, висловлювався проти секуляризму країни. У 1949 році створив у парламенті Комітет основних принципів щодо базових принципів, на основі яких повинна була ґрунтуватися Конституція Пакистану. У 1950 році оприлюднив офіційну заяву про те, що Пакистан залишиться нецілісним доти, доки весь Кашмір не буде звільнений.

### Прем'єр-міністр
Після вбивства Ліакат Алі Хана в 1951 році лідери Мусульманської ліги звернулися до нього з проханням взяти на себе керівництво урядом. Зосередився на просуванні консервативних політичних програм: у цей період була створена основа для конституції, яка б дозволила Пакистану стати республікою з британського домініону. Водночас почалося зближення з США.
Це був період ослаблення національної економіки та зростання провінційного націоналізму, що призвело до низької ефективності роботи уряду. Крім того, на дві частини розкололася Мусульманська ліга. У 1951 році було проведено перший загальнонаціональний перепис населення країни, який встановив, що 57 % населення країни становлять індійські іммігранти, які переважно проживають у Карачі, що ще більше ускладнило ситуацію в країні.
Після його заяви 1952 року, що тільки урду має бути єдиною мовою країною прокотилася хвиля насильства, оскільки значна частина жителів вимагала визнання рівноправності бенгальської мови. 21 лютого 1952 року демонстрація Руху за бенгальську мову, який вимагав рівноправного та офіційного статусу бенгальської мови, завершилася багатьма жертвами, спричиненими розстрілами поліціянтів. Незабаром розпочалася масова кампанія сунітського ортодоксального руху «Джамаат-і-Ісламі» проти релігійного руху Ахмадія з вимогою визнати його членів немусульманами. Особливо потужна маніфестація відбулася у березні 1953 року. Уряду довелося використати силу для придушення виступів членів цього руху у Пенджабі. Це став першим випадком застосування армії для наведення порядку, що в подальшому став прецедентом.
Прагнучи покращити ситуацію, генерал-губернатор Гулам Мухаммад запропонував йому на користь країни піти у відставку. Прем'єр-міністр відмовився підкоритися, тоді генерал-губернатор використав додаткові повноваження, надані Актом про державний лад Індії 1935 та 17 квітня 1953 року змістив прем'єра. Звернення до Верховного суду зрештою призвело до призначення 1954 року позачергових виборів.
Після цього пішов з активного політичного життя. Помер 1964 року. Похований у «Мавзолеї трьох лідерів» у своєму рідному місті Дакка.

## Статки
Був відомий своїм багатством. До 1934 року його родина мала маєтки, які займали майже 200 тис. акрів землі і були розташовані в різних районах Східної Бенгалії, разом з нерухомістю в Шиллонгу, Ассамі та Калькутті, річна орендна плата становила 120 тис. фунтів стерлінгів (дорівнюють трохи більше 2,7 млн доларів США в 2017 році). До 1960-х років більшість майна було переміщено зі Східного Пакистану у різні райони Пакистану.

## Пам'ять
Названо: житлові квартали в Карачі — Назімабад та Північний Назімабад, в Ісламабаді — дорожнє перехрестя — Назімуддін Роуд, у Дацці — автомобільна дорога.